# هيدينوري كاتو
هيدينوري كاتو (باليابانية: 加藤 秀典) (مواليد 13 مايو 1981)، هو لاعب كرة قدم ياباني سابق كان يلعب كمدافع.

## وصلات خارجية
- هيدينوري كاتو على موقع رابطة كرة القدم اليابانية للمحترفين (اليابانية)
- هيدينوري كاتو على موقع قاعدة بيانات كرة القدم.إي يو (الإنجليزية)
- هيدينوري كاتو على موقع Soccerway.com (الإنجليزية)